# Tusi de Lijiang
Pour les articles homonymes, voir Tusi et Lijiang.
1253–1723
Entités précédentes :
- Royaume de Dali

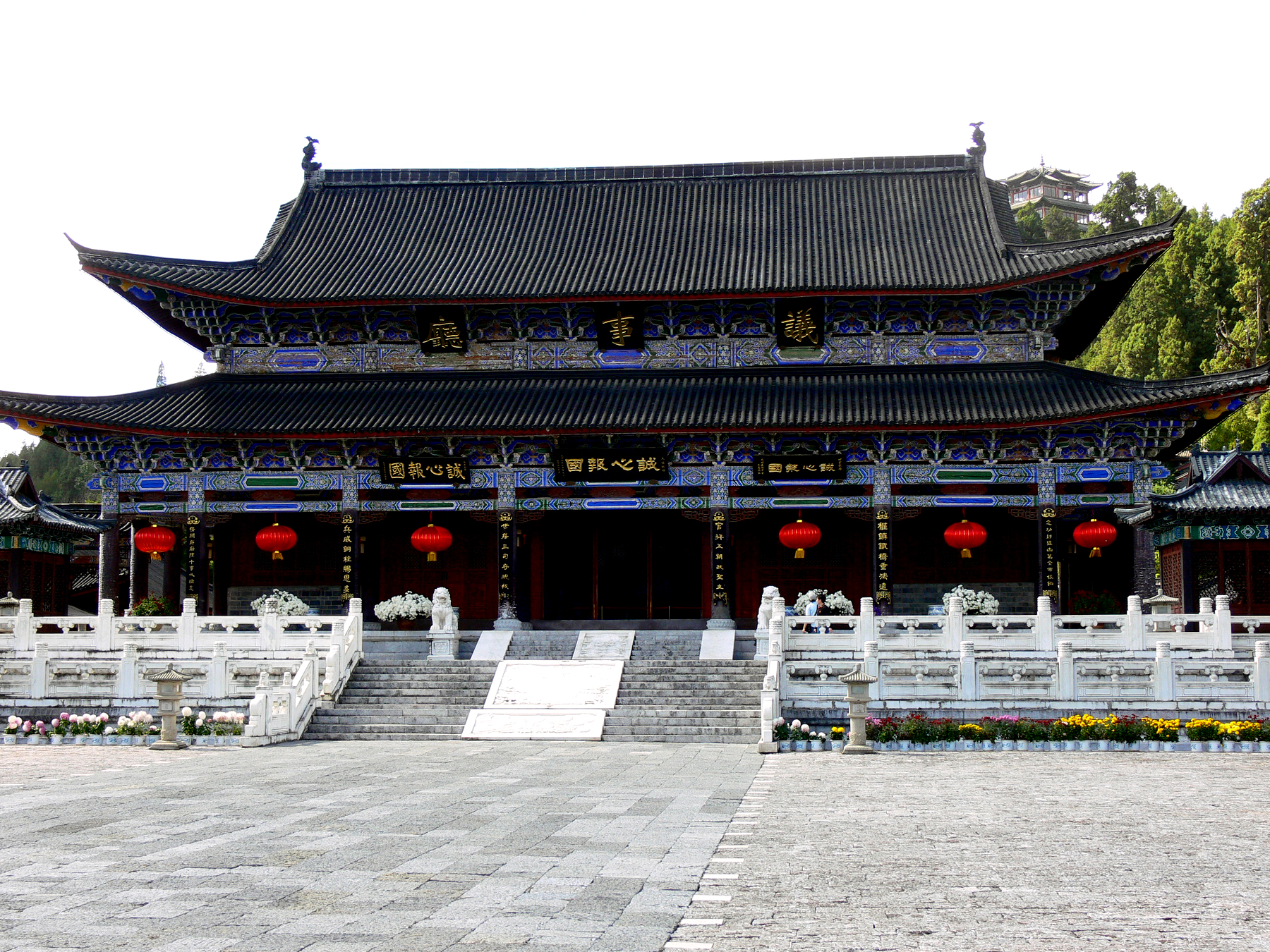
Siège du tusi à Lijiang

Le Tusi de Lijiang, ou cheftaine de Lijiang (chinois : 丽江土司 ; pinyin : lìjiāng tǔsī), également connu sous le nom tibétain de Jang yul (tibétain : ལྗང་ཡུལ, Wylie : ljang yul, THL : jang yul), créé en 1253 et se terminant en 1723, est un système de tusi de population naxi dont le gouvernement est situé à Lijiang, dans la province du Yunnan. Elle était administrativement une préfecture native (土府, tǔfǔ). Il est également appelé royaume Naxi ou royaume Na-khi.
Le système de tusi est un système créé par les Mongols de la dynastie Yuan, basé sur le système Jimi (羁縻制 / 羈縻制, jīmí zhì, « contrôle jimi ») de la dynastie Tang, où le chef d'une minorité importante à la périphérie de l'empire, est chargé du contrôle de sa région.
Lijiang (appelé 'Jang en tibétain), tel que rapporté par Karl Debreczeny dans un article sur Situ Panchen, du royaume de Dergé (également un tusi), « est un puissant petit royaume situé entre le Tibet et la Chine, sous le contrôle impérial direct. Bien qu'il soit lié ethniquement et linguistiquement aux Tibétains, les habitants locaux, les Naxi, sont alignés par une grande proximité, politiquement et culturellement avec les Chinois, se décrivant eux-mêmes comme des officiers chinois, dans des descriptions officielles et conservant les enregistrements en chinois ».

## Histoire

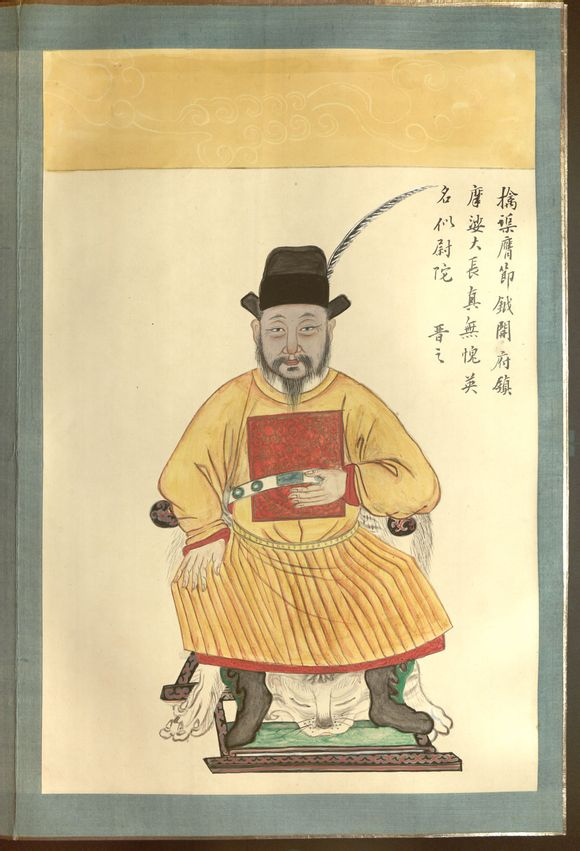
A-tsung A-liang

La succession de tusi a été notée dans le Mushi Huanpu un ouvrage illustré représentant les différents protagoniste du clan Mu, qui dirigent le tusi. 
Le premier tusi est connu sous son nom en naxi, A-tsung A-liang (zh) (translittération chinoise, 阿琮阿良, ācóng āliáng). Il est intronisé en 1253, en remplacement de l'ancien gouverneur du Mosouzhao (摩娑诏君主), Mou-pao A-tsung (zh) (牟保阿琮). Son fils, connu sous le nom dont la translittération chinoise est A-liang A-hu (zh) (阿良阿胡), lui succède en 1272.
En 1670, le général Wu Sangui, également prince du Yunnan, remet le territoire de Zhongdian (中甸, Zhōngdiàn, Tchong-Tyen, aujourd'hui Shangri-La), qui obéissait jusqu'alors au rois de Lijiang (EFEO : Ly-Kyang), au roi mongol qoshot, Gonchig Dalaï Khan (roi du Tibet de 1668 à 1697). Ce dernier y installe des lamas et y crée un marché de thé et chevaux ouvert aux Mongols et Tibétains. 12 ans plus tard, la Chine envoie des troupes pour reprendre possession de ce territoire. Le dalaï-lama bloque ses alliés Qoshots dirigés par Gonchig Dalaï Khan. Les troupes tuent Wu Sangui, le feudataire révolté, la 11e lune de 1678. La paix est alors rétablie dans la région.

### Sources Bibliographiques
- (zh) 《木氏宦谱》,‎ années 1900 (OCLC 733553244, lire en ligne) (Table généalogique de la famille Mu).
- (en) Joseph F Rock, The ancient Na-khi Kingdom of southwest China, Cambridge, Mass., Harvard University Press, coll. « Human relations area files., AF16,, Southwest China ;, 2.; Monograph series (Harvard-Yeching Institute), 8-9. », 1947 (OCLC 2460083)
Traduction en chinois : (zh) 约瑟夫，洛克著 (Joseph F. Rock) (trad. 刘宗岳), 中国西南古纳西王国, 云南美术出版社, coll. « 西方学者云南探险译丛 »,‎ avril 1999, 391 p. (ISBN 978-7-80586-514-0, OCLC 43504118)
- (en) Karl Debreczeny, « Si tu paṇ chen’s Artistic Legacy in ’Jang », Journal of the International Association of Tibetan Studies, no 7,‎ août 2013, p. 193-276 (ISSN 1550-6363, lire en ligne)
- (en) Bin Yang, Between Winds and Clouds : The Making of Yunnan, Columbia University Press, 2008 (OCLC 804536239, lire en ligne), chap. 4 (« Rule Based on Native Customs »)
- Maurice Courant, « Asie centrale aux XVIIe et XVIIIe siècles : empire Kalmouk ou empire Mantchou ? », thèse pour le doctorat présentée à la Faculté des lettres de l'Université de Lyon, Lyon, A. Rey,‎ 1912, p. 25 (BNF 31974596, lire en ligne)